# Шмарне (Глібовська сільрада)
Шмарне (рос. Шмарное) — присілок в Фатезькому районі Курської області Російської Федерації.
Населення становить 132 особи. Входить до складу муніципального утворення Глібовська сільрада.

## Історія
Населений пункт розташований на території українського етнічного та культурного краю Східна Слобожанщина.
Від 2004 року входить до складу муніципального утворення Глібовська сільрада.

## Населення
| 2002 | 2010 |
| ---- | ---- |
| 139  | ↘132 |